# E se fosse amore?
E se fosse amore? (っていうか恋じゃね??, Tteiuka koi jane?), noto anche con il titolo internazionale Will This Be Love?, è un manga scritto e disegnato da Hiromu Mutō, serializzato dalla Akita Shoten su Princess, dal 6 novembre 2009 al 6 gennaio 2014. In Italia la serie è stata pubblicata dalla RW Edizioni mediante la propria etichetta Goen, nella collana Hanami Collection dal 25 febbraio 2012 al 29 aprile 2022.

## Trama
Ichino Himemori è una ragazza che ha profondamente in odio il genere maschile, dopo che suo padre aveva abbandonato quando era piccola sua madre e lei e rubato tutti i loro oggetti di valore, lasciando soltanto un foglio con scritto "scusatemi". Ichino prova ammirazione e attrazione per Shino, salvo poi scoprire che in realtà la giovane era un ragazzo che si era travestito con il solo scopo di poterla approcciare.

## Manga
Il manga, scritto e disegnato da Hiromu Mutō, è stato serializzato dal 6 novembre 2009 al 6 gennaio 2014 sulla rivista Princess edita da Akita Shoten. I vari capitoli sono stati raccolti in dieci volumi tankōbon pubblicati dal 16 maggio 2010 al 14 marzo 2014. 
In Italia la serie è stata pubblicata da RW Edizioni sotto l'etichetta Goen nella collana Hanami Collection dal 25 febbraio 2012 al 29 aprile 2022.
| 1  | 16 maggio 2010                              | ISBN 978-4-253-19338-2 | 25 febbraio 2012 | ISBN 978-88-97349-71-6 |
| 1  | Capitoli - Capitoli 1-5                     |                        |                  |                        |
| 2  | 15 ottobre 2010                             | ISBN 978-4-253-19339-9 | 7 aprile 2012    | ISBN 978-88-97349-83-9 |
| 2  | Capitoli - Capitoli 6-10                    |                        |                  |                        |
| 3  | 15 aprile 2011                              | ISBN 978-4-253-19340-5 | 23 giugno 2012   | ISBN 978-88-6712-007-9 |
| 3  | Capitoli - Capitoli 11-15                   |                        |                  |                        |
| 4  | 16 agosto 2011                              | ISBN 978-4-253-19341-2 | 30 novembre 2012 | ISBN 978-88-6712-031-4 |
| 4  | Capitoli - Capitoli 16-20                   |                        |                  |                        |
| 5  | 16 gennaio 2012                             | ISBN 978-4-253-19342-9 | 31 gennaio 2013  | ISBN 978-88-6712-054-3 |
| 5  | Capitoli - Capitoli 21-25                   |                        |                  |                        |
| 6  | 15 giugno 2012                              | ISBN 978-4-253-19343-6 | 30 aprile 2021   | ISBN 978-88-6712-399-5 |
| 6  | Capitoli - Capitoli 26-30                   |                        |                  |                        |
| 7  | 16 novembre 2012                            | ISBN 978-4-253-19344-3 | 14 maggio 2021   | ISBN 978-88-9284-066-9 |
| 7  | Capitoli - Capitoli 31-35                   |                        |                  |                        |
| 8  | 16 aprile 2013                              | ISBN 978-4-253-19345-0 | 18 marzo 2022    | ISBN 978-88-9284-071-3 |
| 8  | Capitoli - Capitoli 36-40                   |                        |                  |                        |
| 9  | 16 ottobre 2013                             | ISBN 978-4-253-27036-6 | 22 aprile 2022   | ISBN 978-88-9284-093-5 |
| 9  | Capitoli - Capitoli 41-45                   |                        |                  |                        |
| 10 | 14 marzo 2014                               | ISBN 978-4-253-27037-3 | 29 aprile 2022   | ISBN 978-88-9284-107-9 |
| 10 | Capitoli - Capitoli 46-49 - Capitolo finale |                        |                  |                        |